# Paraphiloscia propinqua
Paraphiloscia propinqua är en kräftdjursart som beskrevs av Albert Vandel1973. Paraphiloscia propinqua ingår i släktet Paraphiloscia och familjen Philosciidae. Inga underarter finns listade i Catalogue of Life.